# Великая Уголька (село)
Великая Уголька (укр. Велика Уголька) — село в Углянской сельской общине Тячевского района Закарпатской области Украины вытянувшееся с севера на юг вдоль долины одноимённой речушки. Ручей берет начало на южных склонах горы Менчул (1501 метр), которая расположена на территории Угольско-Широколужанского заповедника. На границах с заповедником находятся самые дальние, северные населенные пункты Великой Уголки, и там заканчивается окружная трасса, которая соединяет деревню с районным центром. Деревня протянулась на 10 километров, и со всех сторон ее окружает буковый лес и горы высотой 600-700 метров.
Население по переписи 2001 года составляло 2052 человека. Почтовый индекс — 90532. Телефонный код — 3134. Занимает площадь 18 км². Код КОАТУУ — 2124480601.